# 傑曼·傑克森
傑曼·拉賈尼·傑克森（英語：Jermaine La Jaune Jackson，1954年12月11日—），美国摇滚音乐歌手，葛萊美獎得主。出生於印第安那州的蓋瑞市，幼年受母親影響加入耶和華見證人教會。流行樂之王麥可·傑克遜的三哥，在傑克森家族排行第四。早年與他的四個兄弟同組傑克森五人組樂團，與其弟弟麥可·傑克遜同時擔當傑克森五人組的主唱，在1972年發行首張個人同名專輯，即取得不錯的銷量，隨即淡出樂隊。在1973年同摩城唱片創始人貝瑞·高迪的女兒黑澤爾高迪結婚，他們育有三個孩子。1975年傑克森五人組因合約問題轉到艾佩可唱片旗下，而他則退出樂隊選擇留在摩城唱片，由其弟弟蘭迪代替了他的位置。
1970年代的熱門歌曲有"Daddy's Home"，"That's How Love Goes"，"Let's Get Serious"，"Come Into My Life"，"Feel The Fire"。他在1980年因發行的Let's Get Serious專輯而獲得葛萊美獎最佳節奏布魯斯男歌手獎。
1984年他轉投新力音樂子公司Arista唱片旗下，發行專輯Dynamite，其中與弟弟麥可·傑克遜合作的歌曲"Tell Me I'm Not Dreamin' (Too Good To Be True)"打進了舞曲榜單第一名，同年還與麥可·傑克遜在Rockwell的單曲Somebody's Watching Me中合唱。1984年他回歸到已經更名為The Jacksons的兄弟組合中，參與製作了Victory專輯，並參加了Victory Tour（勝利之旅）全國巡演。隨後在1986年發行的Precious Moments專輯和1989年的發行的Don't Take It Personal專輯也非常成功。他於1989年到巴林旅行後加入伊斯蘭教，此後經常去伊斯蘭國家參加活動與接受採訪。
Arista時期的熱門歌曲有"Tell Me I'm Not Dreamin' (Too Good To Be True)"，"Escape From The Planet Of The Ant Men"，"Take Good Care Of My Heart"，"When The Rain Begins To Fall"，"Lonely Won't Leave Me Alone"，"Precious Moments"，"I Think It's Love"，"Our Love Story"，"Don't Take It Personal"，"Two Ships (In The Night)"，"Rise To The Occashion"。
1991年在預發行單曲Word To The Badd!!的電臺版本中，他批評麥可·傑克遜的專輯Bad，後來兩兄弟為此還進行過爭論，麥可要求他撤銷這首單曲的發行，傑曼拒絕了，但這首歌在最終發行的You Said專輯中更改了歌詞，把矛頭指向了他的前妻黑澤爾高迪（兩者已離婚），這張專輯是新成立的唱片公司LaFace所發行的第二張專輯，但除了主打歌曲"You Said, You Said" 和"We're Making Woopee" 外均無產生任何打榜歌曲，專輯非常失敗。他隨即有意再尋找新的唱片公司合作，但其實這是他發行的最後一張專輯。
在1990年代他主要協助麥克陪同他一起到世界各地巡演，自己的事業則處於停滯狀態。他也參與慈善事業，與麥克一起幫助世界各地的兒童。2000年代他參加各種娛樂與採訪活動，以支持他的家人。2007年他參與了英國電視真人秀：大兄弟的錄制，在節目中他談及他的個人生活。在節目中他談及他想要麥克成為伊斯蘭教徒。
2009年6月麥可·傑克森去世，在其追思會上，他演唱了查理·卓別林的歌曲微笑（Smile）以送給他故去的弟弟，該歌曲曾收錄於麥可·傑克森的專輯中。

## 個人生活
傑曼年輕時被歌迷公認為是傑克森家族中最性感的人，因此他也有許多緋聞女友。1973年同摩城唱片創始人貝瑞·高迪的女兒黑澤爾高迪結婚，1980年代又因與瑪格麗特·馬爾德納多的戀情曝光而與黑泽尔離婚。他與瑪格麗特·馬爾德納多有兩名私生子。後來他又結識了亚里詹德拉·歐希亞，她曾是其弟弟蘭迪·傑克森的妻子（後來與蘭迪·傑克森離婚），2003年11月他們離婚，法院判決傑曼付給其50000美元的子女撫養費。傑曼現任妻子是哈利瑪·拉希德（阿富汗人後裔），於2004年結婚，並無子嗣。他們現在住在洛杉磯老家，並經常前往倫敦和巴林。傑曼共有8名子女，與黑澤爾高迪有3個孩子， 與瑪格麗特和亚里詹德拉各有2個孩子，還有一个女儿Dawn Jackson，但其母下落不明。
他坚定支持他弟弟麥可·傑克森沒有性侵兒童，並隨同麥可多次出庭作證。2009年6月25日，也是他最先向媒體宣佈了弟弟麥可的死訊。

## 唱片

### 專輯

#### 主要專輯
| 發行年 | 專輯                                    | 公告牌排名 | 黑人榜排名 |
| ------ | --------------------------------------- | ---------- | ---------- |
| 1972   | Jermaine                                | 27         | 6          |
| 1973   | Come Into My Life                       | 152        | 30         |
| 1976   | My Name Is Jermaine                     | 164        | 29         |
| 1977   | Feel The Fire                           | 174        | 36         |
| 1978   | Frontiers                               | -          | -          |
| 1979   | Let's Get Serious                       | 6          | 1          |
| 1980   | Jermaine                                | 44         | 17         |
| 1981   | I Like Your Style                       | 86         | 31         |
| 1982   | Let Me Tickle Your Fancy                | 46         | 9          |
| 1984   | Dynamite (also called Jermaine Jackson) | 19         | 13         |
| 1986   | Precious Moments                        | 46         | 25         |
| 1989   | Don't Take It Personal                  | 115        | 18         |
| 1991   | You Said                                | -          | 39         |

#### 精選集
| 發行年 | 專輯                                                  | 公告牌排名 | 黑人榜排名 |
| ------ | ----------------------------------------------------- | ---------- | ---------- |
| 1979   | Motown Superstars Series Vol. 17                      | -          | -          |
| 1991   | Greatest Hits & Rare Classics                         | -          | -          |
| 1991   | Dynamite – The Encore Collection                      | -          | -          |
| 2000   | The Heritage Collection                               | -          | -          |
| 2001   | Ultimate Collection                                   | -          | -          |
| 2007   | Big Brother Jermaine: The Jermaine Jackson Collection | -          | -          |